# Diócesis de Lashio
La diócesis de Lashio (en latín: Dioecesis Lashioen(sis) y en birmano: လားရှိုးသာသနာ) es una circunscripción eclesiástica latina de la Iglesia católica en Birmania, sufragánea de la arquidiócesis de Mandalay. La diócesis tiene al obispo Lucas Dau Ze Jeimphaung, S.D.B. como su ordinario desde el 24 de junio de 2020.

## Territorio y organización
La diócesis tiene 61 268 km² y extiende su jurisdicción sobre los fieles católicos de rito latino residentes en parte del estado Shan.
La sede de la diócesis se encuentra en la ciudad de Lashio, en donde se halla la Catedral del Sagrado Corazón de Jesús.
En 2019 en la diócesis existían 21 parroquias.

## Historia
La prefectura apostólica de Lashio fue erigida el 20 de noviembre de 1975 con la bula Catholicae fidei del papa Pablo VI, obteniendo el territorio de la diócesis de Kengtung.
El 7 de julio de 1990 la prefectura apostólica fue elevada a diócesis con la bula Missionariorum ob sollertem del papa Juan Pablo II.

## Estadísticas
De acuerdo al Anuario Pontificio 2020 la diócesis tenía a fines de 2019 un total de 25 848 fieles bautizados.
| Año                                                                             | Población            | Población | Población      | Sacerdotes | Sacerdotes    | Sacerdotes    | Bautizados por sacerdote | Diáconos permanentes | Religiosos | Religiosos | Parroquias |
| Año                                                                             | Bautizados católicos | Total     | % de católicos | Total      | Clero secular | Clero regular | Bautizados por sacerdote | Diáconos permanentes | Varones    | Mujeres    | Parroquias |
| ------------------------------------------------------------------------------- | -------------------- | --------- | -------------- | ---------- | ------------- | ------------- | ------------------------ | -------------------- | ---------- | ---------- | ---------- |
| 1980                                                                            | 15 061               | 1 601 000 | 0.9            | 7          |               | 7             | 2151                     |                      | 8          | 41         | 7          |
| 1990                                                                            | 23 063               | 2 250 000 | 1.0            | 14         | 6             | 8             | 1647                     |                      | 24         | 58         | 19         |
| 1999                                                                            | 30 539               | 2 200 000 | 1.4            | 21         | 14            | 7             | 1454                     |                      | 12         | 108        | 15         |
| 2000                                                                            | 30 879               | 2 240 000 | 1.4            | 22         | 15            | 7             | 1403                     |                      | 12         | 128        | 15         |
| 2001                                                                            | 32 000               | 2 260 000 | 1.4            | 22         | 16            | 6             | 1454                     |                      | 11         | 136        | 15         |
| 2002                                                                            | 28 533               | 2 244 000 | 1.3            | 26         | 20            | 6             | 1097                     |                      | 11         | 142        | 16         |
| 2003                                                                            | 30 855               | 2 246 855 | 1.4            | 28         | 22            | 6             | 1101                     |                      | 11         | 150        | 18         |
| 2004                                                                            | 30 998               | 2 300 000 | 1.3            | 29         | 23            | 6             | 1068                     |                      | 12         | 139        | 16         |
| 2013                                                                            | 26 897               | 2 488 000 | 1.1            | 41         | 33            | 8             | 656                      |                      | 13         | 126        | 18         |
| 2016                                                                            | 25 151               | 2 551 000 | 1.0            | 42         | 34            | 8             | 598                      |                      | 10         | 129        | 20         |
| 2019                                                                            | 25 848               | 2 619 600 | 1.0            | 44         | 38            | 6             | 587                      |                      | 9          | 139        | 21         |
| Fuente: Catholic-Hierarchy, que a su vez toma los datos del Anuario Pontificio. |                      |           |                |            |               |               |                          |                      |            |            |            |

## Episcopologio
- John Jocelyn Madden, S.D.B. † (20 de noviembre de 1975-19 de diciembre de 1985 renunció)
- Charles Maung Bo, S.D.B. (16 de mayo de 1986-13 de marzo de 1996 nombrado obispo de Pathein)
  - Sede vacante (1996-1998)
- Philip Lasap Za Hawng (3 de abril de 1998-24 de junio de 2020 retirado)
- Lucas Dau Ze Jeimphaung, S.D.B., por sucesión el 24 de junio de 2020